# John Kipkoech
John Kipkoech (ur. 29 grudnia 1991) – kenijski lekkoatleta specjalizujący się w biegach długich.
Złoty medalista w rywalizacji drużyn juniorów podczas mistrzostw świata w biegach przełajowych (2009). W 2010 zdobył srebrny medal w biegu na 5000 m podczas mistrzostw świata juniorów w Moncton. 

## Osiągnięcia
| Rok  | Impreza                                   | Miejsce | Lokata     | Konkurencja             | Wynik    |
| ---- | ----------------------------------------- | ------- | ---------- | ----------------------- | -------- |
| 2009 | Mistrzostwa świata w biegach przełajowych | Amman   | 9. miejsce | bieg przełajowy na 8 km | 24:00    |
| 2009 | Mistrzostwa świata w biegach przełajowych | Amman   | 1. miejsce | drużyna juniorów        |          |
| 2010 | Mistrzostwa świata juniorów               | Moncton | 2. miejsce | bieg na 5000 m          | 13:26,03 |
| 2013 | Mistrzostwa świata                        | Moskwa  | eliminacje | bieg na 5000 m          | 13:31,21 |

## Rekordy życiowe
- bieg na 3000 metrów – 7:32,72 (2010)
- bieg na 5000 metrów – 12:49,50 (2012)
- bieg na 5 kilometrów – 13:24 (2012)